# あけいろ怪奇譚
『あけいろ怪奇譚』（あけいろかいきたん）は、2016年3月25日にシルキーズプラス WASABIより発売された18禁美少女アドベンチャーゲーム。
本作は『なないろリンカネーション』から2年半後の世界を舞台としており、同作を初出とするキャラクターも登場している。

## ストーリー
四人の女学生が立て続けに自殺し、それは“旧校舎の幽霊” に呪い殺されたのだという噂が学園に広まった。同時期に、佐伯社は奇妙な夢にうなされるようになる。日々衰弱していくなか、ベルベットと名乗る少女が社の前に現れ、「あなた、呪われている」と告げる。
ベルベットは「葛城霊能探偵事務所」で働いており、事務所の所長である葛城葉子や、霊を見ることができる同級生・雛森佳奈とともに学園の七不思議解決に向けて動き出す。

## 登場人物
佐伯 社（さえき やしろ）
主人公。霊が見える体質になり、学園の七不思議の解決に動き出す。
ベルベット
声 - 風音
異国の少女。葛城霊能探偵事務所で霊関係の事件の調査に関わる。
雛森 佳奈（ひなもり かな）
声 - 萌花ちょこ
社のクラスメイト。霊を見ることができる。
葛城 葉子（かつらぎ ようこ）
声 - 杉原茉莉
葛城霊能探偵事務所の所長で、重度のヘビースモーカー。
久住 美里（くずみ みさと）
声 - 上田朱音
社の幼なじみのお姉さんで、売れっ子ホラー小説家。
るり / るか
声 - 結衣菜
謎の双子。学園の七不思議の一つ・トイレの花子さんズの正体かと噂されているが、社たちには協力的な態度をとる。
原田 望（はらだ のぞみ）
声 - みる
自殺した四人の女学生の一人で、成仏できず霊として校内を彷徨っている。
中島 修司（なかじま しゅうじ）
声 - 竜崎大河
社のクラスメイト。恐がりでホラーが大の苦手である。
加賀見 真（かがみ まこと）
声 - 土門熱
加賀見家八代目当主であり、霊の未練を断ち成仏させる。
伊予（いよ）
声 - 真宮ゆず
加賀見家に棲みついている座敷わらし。
葵（あおい）
声 - 桜川未央
真に仕える鬼の一人で、人や物に宿る思念を読み取る力を持つ。
芙蓉（ふよう）
声 - 御苑生メイ
真に仕える鬼の一人で、 霊などの本来見えないモノを可視化する力を持つ。
アイリス
声 - 藤咲ウサ
真に仕える鬼の一人で、テレパシー能力を持つ。

## 制作
ベルベット役には風音が起用されており、るりとるかを演じた結衣菜は台本を読んだ時のイメージ通りだったと自身のブログ記事の中で語っている。
るりたちを演じた結衣菜は過去に双子の片割れを演じたことはあったものの、両方を演じるのは今回が初めてだった。また、彼女たちは独特のしゃべり方をするため台本を見た当初はどのように演じるべきか戸惑ったが、企画・シナリオを手掛けたかずきふみが毎回収録に立ち会ってくれたためアドバイスを受けながら無事に収録を乗り切れた結衣菜は述懐している。

## スタッフ
- 企画・シナリオ：かずきふみ
- キャラクターデザイン・原画：すめらぎ琥珀

## 評価
萌えゲーアワード2016で「金賞・ミステリアス作品賞」を受賞した。